# Winchell's Donuts
A Winchell's Donut House é uma empresa internacional de donuts e uma cadeia de cafeterias fundada por Verne Winchell em 8 de outubro de 1948, em Temple City, Califórnia, Estados Unidos. Atualmente, há mais de 170 lojas em 6 estados da Região Oeste, além de Guam, Saipã e Arábia Saudita. Várias lojas também operaram em Nagoia, no Japão, no passado, com a maioria das lojas localizadas dentro dos supermercados Uny, já que a Uny Co., Ltd. era a detentora da franquia principal no Japão. Sua sede está localizada em Industry, Califórnia.

## História
O slogan da cadeia é “Home of the Warm 'n Fresh Donut” (Casa do Donut Quente e Fresco) e ela afirma ser a maior rede de donuts da Costa Oeste. Ela também oferece a seus clientes uma caixa de 14 donuts, em vez da quantidade padrão de 13.
Em 2004, a Winchell's foi comprada pela Yum-Yum Donuts, uma empresa que opera 70 lojas de donuts sob seu próprio nome, mas continua a operar as lojas da Winchell's sob seu nome.
De 2002 a 2008, a Winchell's fechou suas lojas em Portland, Oregon, e elas foram substituídas pela “Heavenly Donuts”.
Em 2005, ela se retirou de Kansas City, Missouri, e a maioria dos locais se tornou Krispy Kreme.